# Корацано (Пиза)
Корацано је насеље у Италији у округу Пиза, региону Тоскана.
Према процени из 2011. у насељу је живело 360 становника. Насеље се налази на надморској висини од 56 м.